# Destruction Derby Arenas
Destruction Derby Arenas é um videojogo de corrida para a plataforma PlayStation 2. Sendo desenvolvido pelo Studio 33 e desferido pela Gathering of Developers, o título foi lançado em 2004, compreendendo a quarta seção da série Destruction Derby.

## Recepção
A obra acedeu a pareceres divergentes, conforme ilustra o agregador de críticas Metacrtitic. A IGN creditou o jogo após uma ou duas horas de performance, devido aos encontros de carros. Todavia, ainda estimando o mérito, o programa rapidamente perderia valor, apesar do desempenho expresso previamente. GameSpot altercou sobre o espectro online da aplicação, anuindo que acrescentava uma argumentação para o auferimento de fãs do gênero; entretanto, tangendo outros âmbitos, afirmou que seu custo não é plausivelmente justificável.